# Johann Lang (Henker)
Johann Lang (* um 1884; † 22. Juni 1938 im KZ Dachau) war österreichischer Scharfrichter in der Zeit von 1933 bis 1938. Mit über zwanzig Exekutionen, die ihm zugeschrieben werden, war er in dieser Zeit der meistbeschäftigte Henker seines Landes. Einige Hinrichtungen in diesem Zeitraum (z. B. diejenigen von Karl Münichreiter, Josef Ahrer, Josef Stanek, Anton Bulgari und Koloman Wallisch) wurden von anderen Henkern durchgeführt.

## Leben
Lang war ursprünglich Polizeibeamter, verließ den Exekutivdienst jedoch und wurde Versicherungsvertreter.
Als in der Ministerratssitzung vom 10. November 1933 die Verhängung des Standrechts in Österreich beschlossen wurde, wodurch im Fall mehrerer Delikte wieder die Todesstrafe entsprechend dem Strafgesetz von 1852 verhängt werden konnte, wurden auch wieder Henker benötigt. Da aus der Zeit der Monarchie keine Personen „mit wirklicher Erfahrung“ im Umgang mit dem Würgegalgen mehr am Leben waren, gestaltete sich diese Suche zunächst schwierig. Johann Lang hingegen konnte entsprechende Erfahrungen vorweisen, weil er seinem Onkel, dem 1925 verstorbenen kaiserlichen Scharfrichter Josef Lang,  einige Male bei Hinrichtungen als Assistent zur Seite gestanden hatte und wurde zusammen mit mehreren anderen Männern für diese Aufgabe eingestellt.
Gemäß den seit November 1933 gültigen gesetzlichen Vorgaben wurden standrechtliche Verfahren von einem aus vier Richtern und einem Staatsanwalt bestehenden „fliegenden Senat“ geführt, der am Oberlandesgericht Wien seinen Sitz hatte und falls notwendig zum Verhandlungsort anreiste. Wurde ein Todesurteil ausgesprochen und nicht durch den Bundespräsidenten abgeändert, so war die Hinrichtung nach regulär zwei Stunden am Würgegalgen zu vollstrecken. Aufgrund dieser engen Zeitvorgaben reiste der „fliegende Senat“ meist bereits zusammen mit dem Scharfrichter und seinen beiden Gehilfen zum Verhandlungsort an. Als Assistenten Johann Langs bei den Exekutionen fungierten der Fiakerfahrer Josef Bors und der Fleischwaren-Markthändler  Franz Spitzer. Als ersten Verurteilten hängten sie am 11. Jänner 1934 in Graz den Brandstifter Peter Strauß, wobei dies auch die erste Anwendung der Todesstrafe seit ihrer Wiedereinführung im November 1933 war.
Mitte Februar 1934 hielt sich Lang in Klagenfurt auf, um gegebenenfalls nach einem Mordprozess (dem „Fall Bärnthaler“) zum Einsatz zu kommen, so dass nach den „Februarkämpfen“ in Wien zunächst ein Ersatzscharfrichter tätig wurde.

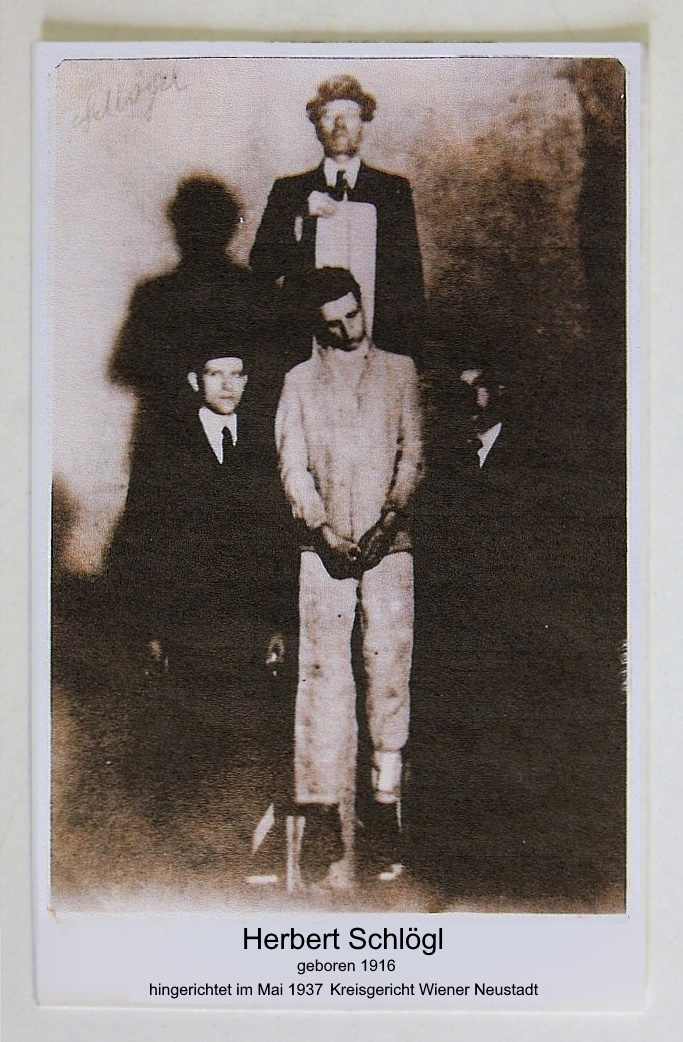
Scharfrichter Johann Lang und seine Assistenten nach der am 12. Mai 1937 im Kreisgericht Wiener Neustadt am Würgegalgen vollzogenen Hinrichtung des Raubmörders Herbert Schlögl

Am 19. Juni 1934 wurde die Todesstrafe auch im ordentlichen Verfahren wieder eingeführt, wodurch sich der zeitliche Abstand zwischen Verurteilung, Abweisung allfälliger Gnadengesuche und Vollzug der Todesstrafe wesentlich vergrößerte. Lang und seine Assistenten reisten nun meist am Vortag der geplanten Hinrichtung an.
Insgesamt wurden in Österreich im Zeitraum zwischen Februar 1934 und März 1938 wegen verschiedener Delikte 141 Todesurteile ausgesprochen, von denen 44 vollstreckt wurden. Mit über zwanzig Exekutionen, die davon Johann Lang zugeschrieben werden, war er in dieser Zeit der meistbeschäftigte Henker seines Landes. So wurden 13 Personen, die im Zusammenhang mit dem Juliputsch durch Militärgerichte zum Tod verurteilt worden waren – darunter die Nationalsozialisten Otto Planetta und Franz Holzweber – im Sommer 1934 von Lang und seinen Gehilfen hingerichtet. Zwei weitere Hinrichtungen durch Lang und seine Assistenten erfolgten nach einem Eisenbahnattentat auf den Luxuszug Ostende-Wien-Express. In Ried im Innkreis erhängten Lang und seine Assistenten 1937 den Bauern Anton Einböck, der auf seinem Hof bei Taiskirchen im Innkreis zuerst seine Frau umgebracht und dann zur Vertuschung der Tat Feuer gelegt hatte.
Aufgrund seiner Tätigkeit für die Regierung wurde Lang besonders für die Nationalsozialisten in Österreich zum Symbol eines verhassten Systems. Da die Presse sein vom Staat zugesichertes Inkognito schon kurz nach seinem Amtsantritt lüftete, lebten er und seine Familie in ständiger Bedrohung. Sein Haus musste von der Polizei rund um die Uhr bewacht werden. Dass diese Gefährdung absolut real war, hatte schon 1934 der Mord am Schutzkorpsmann  Johann Fuchs in Graz gezeigt: Nach den Februarkämpfen war dort Josef Stanek hingerichtet worden. Als Scharfrichter hatte Julius Fuchs aus Eggenberg fungiert, ein Prosekturdiener am Anatomischen Institut der Grazer Universität. Eine Woche später wurde die Leiche des erschossenen Johann Fuchs aus der Mur gezogen. Die Polizei ging bei ihren Ermittlungen davon aus, dass der Mord eigentlich dem Scharfrichter Staneks gegolten hatte und Johann Fuchs nur aufgrund einer Namensverwechslung getötet worden war.
Als im März 1938 die Nationalsozialisten im Rahmen des „Anschlusses“ in Österreich an die Macht kamen, wurde Johann Lang verhaftet und mit einem der ersten Transporte in das KZ Dachau eingeliefert, wo er noch im selben Jahr starb.
Auch einige andere Mitglieder von Langs Familie, darunter sein Sohn Hans († 22. August 1938 im KZ Flossenbürg), wurden in Konzentrationslager eingeliefert und überlebten den Krieg nicht.